# 武尔济河畔莱索尔姆
武尔济河畔莱索尔姆（法語：Les Ormes-sur-Voulzie，法語發音：[le.z‿ɔʁm syʁ vulzi] ⓘ）是法国塞纳-马恩省的一个市镇，属于普罗万区。

## 地理
武尔济河畔莱索尔姆（48°27'43"N, 3°13'34"E）面积12.22 平方千米，位于法国法蘭西島大區塞纳-马恩省，该省份为法国北部内陆省份，北起瓦兹省，西接埃松省、马恩河谷省、塞纳-圣但尼省和瓦兹河谷省，南至卢瓦雷省，东南接约讷省，东临马恩省和奥布省，东北接埃纳省。
与武尔济河畔莱索尔姆接壤的市镇（或旧市镇、城区）包括：沙尔迈松、埃韦尔利、瑞蒂尼、吕斯泰讷、塞纳河畔穆伊、帕鲁瓦、圣索沃尔莱布赖。
武尔济河畔莱索尔姆的时区为UTC+01:00、UTC+02:00（夏令时）。

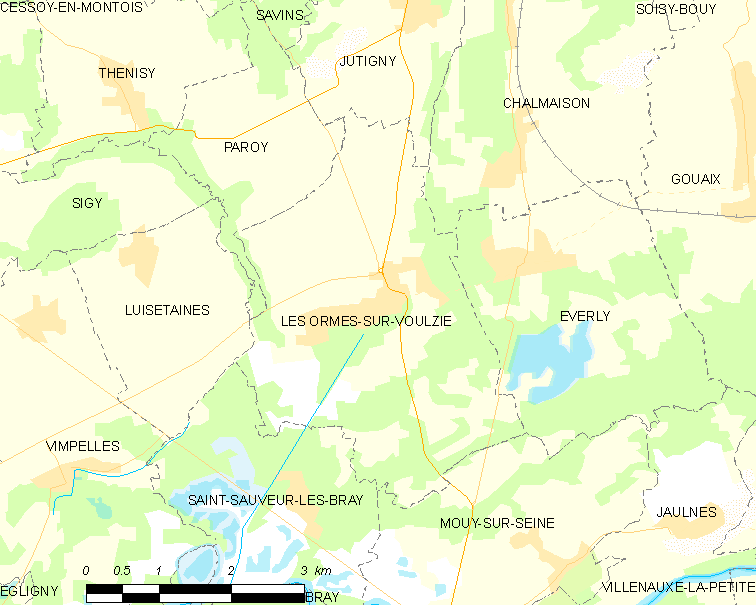
武尔济河畔莱索尔姆的OSM定位图

## 行政
武尔济河畔莱索尔姆的邮政编码为77134，INSEE市镇编码为77347。

## 政治
武尔济河畔莱索尔姆所属的省级选区为普罗万县。

## 人口

1962-2008年间武尔济河畔莱索尔姆人口变化图示

武尔济河畔莱索尔姆于2022年1月1日时的人口数量为862人。